# Crataegus spissa
Crataegus spissa es una especie de planta del género Crataegus, perteneciente a la familia Rosaceae.

## Taxonomía
Crataegus spissa fue descrita por Charles Sprague Sargent en 1908.

## Distribución
Se encuentra en el territorio de Nueva York.